# Corindhap
Corindhap is een plaats in de Australische deelstaat Victoria en telt 158 inwoners (2006).